# 刺苞斑鸠菊
刺苞斑鸠菊（学名：Vernonia squarrosa）为菊科斑鸠菊属的植物。分布在印度、柬埔寨、不丹、越南、缅甸、泰国、尼泊尔、锡金以及中国大陆的云南等地，生长于海拔1,200米至1,800米的地区，多生在山坡，目前尚未由人工引种栽培。

## 别名
圆柱斑鸠菊、白脚威灵仙、紫花地丁、剪子草、黑继参（云南）